# Parc d'État de Bluewater Lake
Pour les articles homonymes, voir Bluewater.
Le parc d'État de Bluewater Lake est un parc d'État au Nouveau-Mexique.

## Histoire
Le parc fut créé en 1937.

## Géographie
La superficie du parc est de 12 km2, à une élévation de 2 256 m, dans les montagnes Zuni. Il entoure et comprend le lac de Bluewater (4,9 km2). Il se trouve à 64 km à l'ouest de Grants. 

## Faune et flore
Le parc est connu pour la pêche et l'observation des oiseaux ; 68 espèces résident dans le parc ou y sont de passage lors des migrations.
Le lac contient des truites arc-en-ciel, truites fardées et des poissons-chat.

## Photos

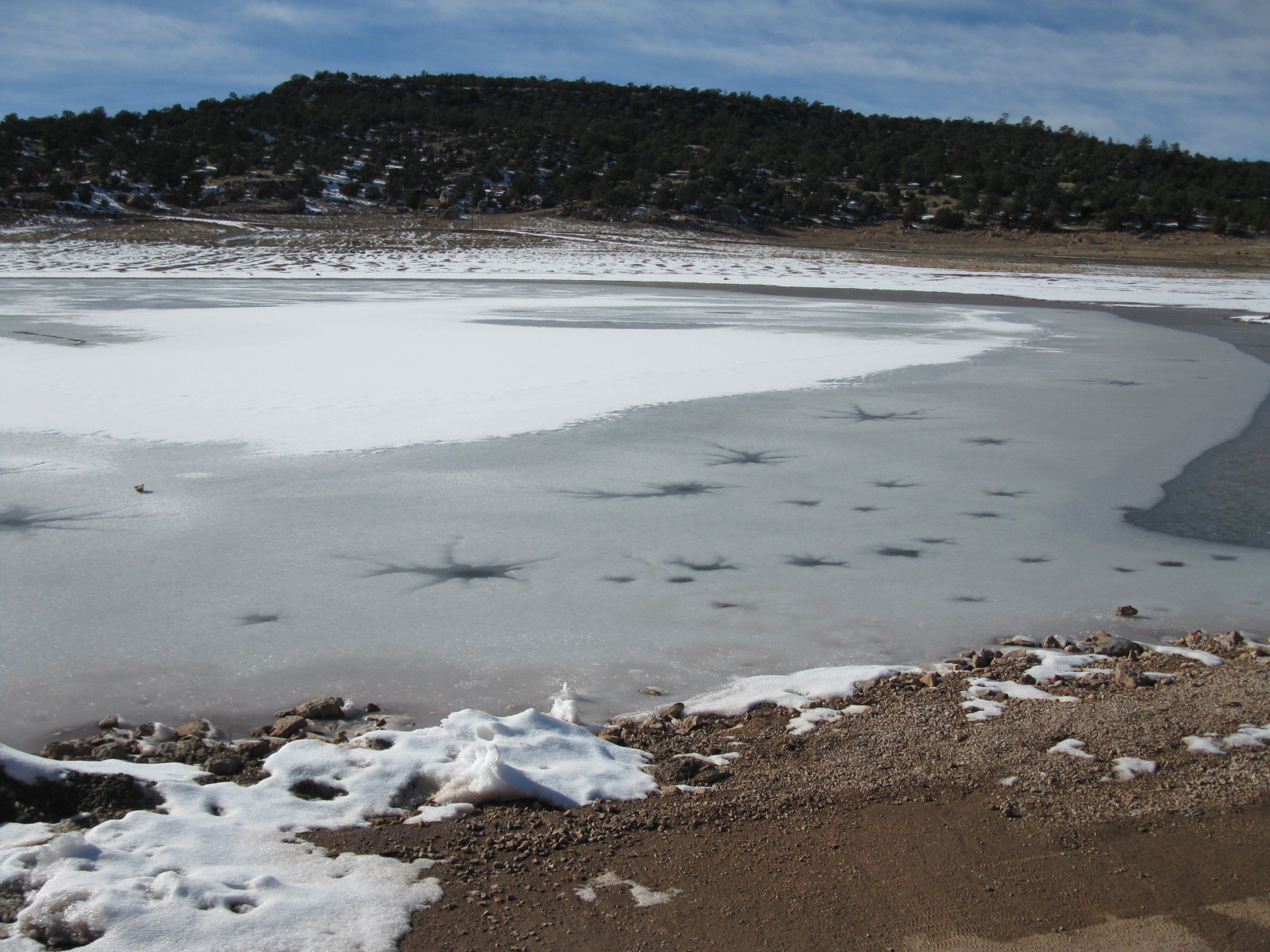
Parc de Bluewater Lake
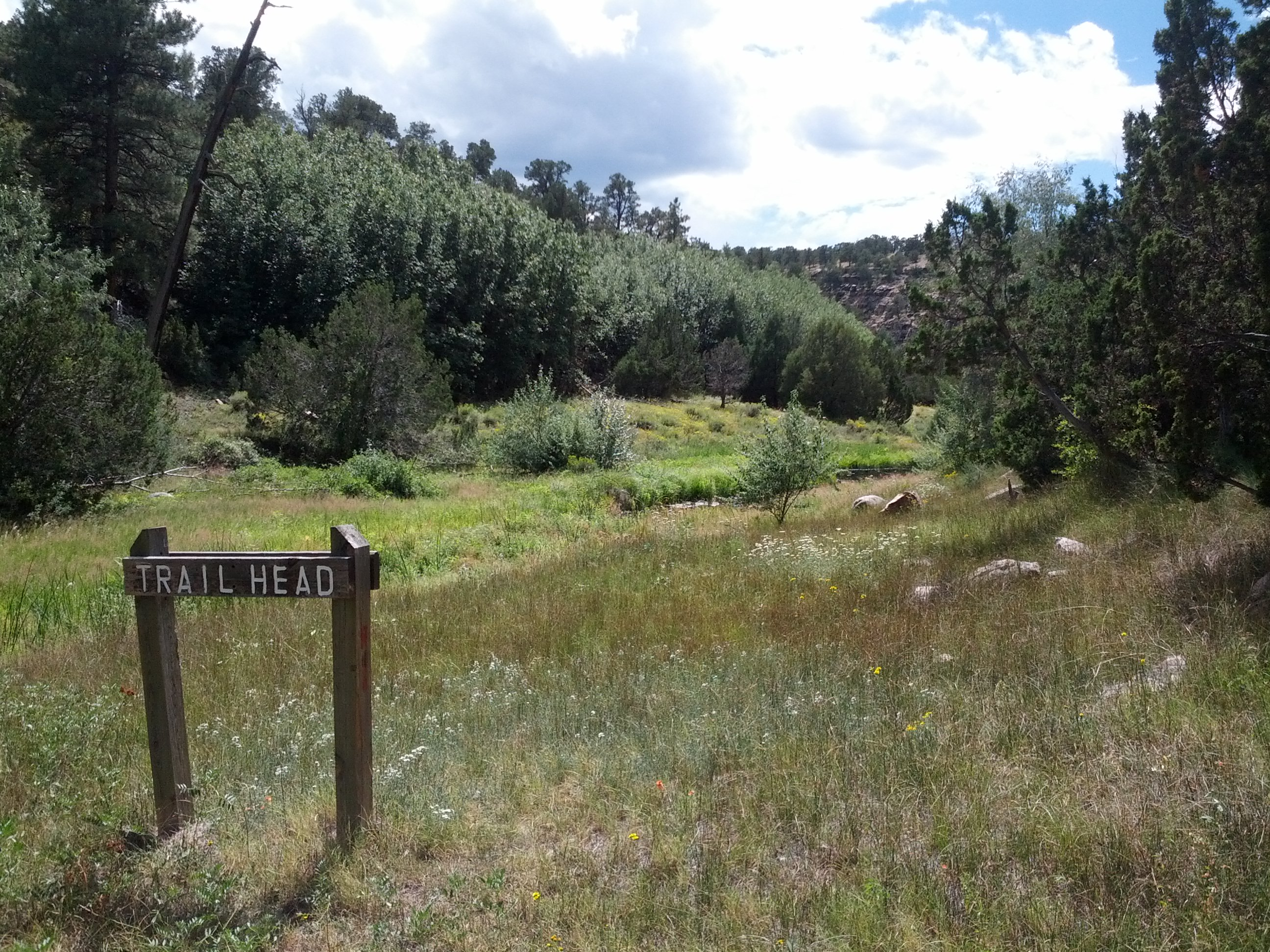
Le début du sentier du lac de Bluewater
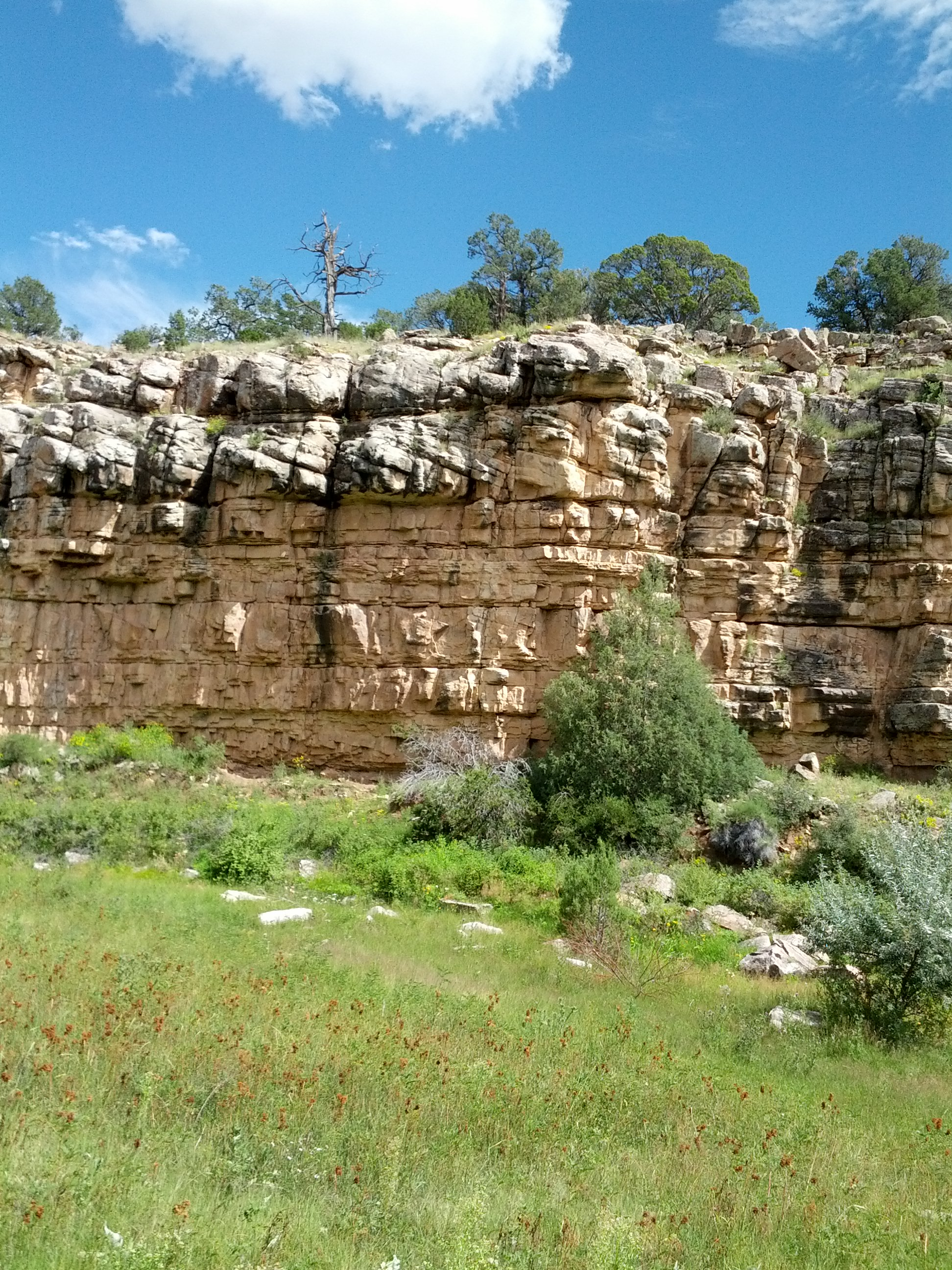
Falaises le long de la rivière Bluewater